# Herz und Mund und Tat und Leben
Herz und Mund und Tat und Leben  (BWV 147) är en kantat i tio satser av Johann Sebastian Bach. Den skrevs i Leipzig inför Jungfru Marie besökelsedag, och uruppfördes den 2 juli 1723. Texten är skriven av Salomon Franck. Den tionde satsen i kantaten, Jesus bleibet meine Freude (sv: Jesus all min glädje bliver) uppförs ofta separat.
Kantaten är skriven för en trumpet, två oboer, oboe d'amore, oboe da caccia, fagott, två violiner, altfiol, bas, och en fyrstämmig kör med sopran, alt, tenor och bas. Kantatens sjätte och tionde satser bygger på en melodi av  Johann Schop, Werde munter, mein Gemüthe.
1. Kör: "Herz und Mund und Tat und Leben"
2. Recitativ: "Gebenedeiter Mund!"
3. Aria "Schäme dich, o Seele nicht"
4. Recitativ "Verstockung kann Gewaltige veblenden"
5. Aria "Bereite dir, Jesu, noch itzo die Bahn"
6. Kör "Wohl mir, daß ich Jesum habe"
7. Aria "Hilf, Jesu, hilf, daß ich auch dich bekenne"
8. Recitativ "Der höchsten Allmacht Wunderhand"
9. Aria "Ich will von Jesu Wundern singen"
10. Kör "Jesus bleibet meine Freude"